# 冨森ジャスティン
冨森ジャスティン（とみもり ジャスティン、1989年6月27日 - ）は、日本の俳優。
埼玉県出身。身長183cm、体重68kg。血液型はO型。弟は俳優の冨森アンドリュー。日本人とオーストラリア人のハーフ。

## 人物・略歴
雑誌『POPEYE』などでモデルや、俳優の一方で、弟の冨森アンドリューと冨森兄弟として若手芸人のネタ見せ番組・笑う新撰組（テレ朝チャンネル）で漫才（実際は通販ネタのショートコント）を披露。石倉三郎と、山口弘和（コント山口君と竹田君）から高評価を得た。
2011年、念願の夢であった仮面ライダーシリーズの『仮面ライダーフォーゼ』に出演、好きなライダーは仮面ライダーBLACK・仮面ライダーW。また、『スマイルプリキュア!』のキュアピースのファン（2012年5月31日他ブログより）でもある。
2021年3月19日、同月限りで所属事務所キューブを退社し、俳優業から引退することをTwitterにて発表した。
2023年9月10日、芸能界に復帰し10月に上演される劇団プレステージの舞台『チェリーの木の下で』に出演することを明らかにした。

## 出演

### テレビドラマ
- Room Of King （2008年、フジテレビ）
- イケ麺そば屋探偵〜いいんだぜ!〜 第5・6話（2009年5月2日・9日、日本テレビ）
- 仮面ライダーフォーゼ（2011年9月4日 - 2012年8月26日、テレビ朝日） - 大文字隼 役
- DANCE&MUSIC 熱血学園ドラマ 押忍!!ふんどし部!（2013年4月11日 - 7月4日、テレビ神奈川） - 羽鳥兄弟・長男 役
- DANCE&MUSIC 熱血学園ドラマ 押忍!!ふんどし部! シーズン2 〜南海怒涛篇〜（2014年1月3日 - 3月14日、テレビ神奈川）
- バイプレイヤーズ 〜もしも6人の名脇役がシェアハウスで暮らしたら〜　第3話（2017年1月28日、テレビ東京） - ティーン国岡 役
- 妖怪！百鬼夜高等学校（2018年10月18日 - 12月28日、BS日テレ） - 塗り壁 役
- 〜if〜警視庁捜査一課 剣木善治（2024年1月8日 ‐ 、BSフジ）[6]

### テレビアニメ
- 火ノ丸相撲（2018年 - 2019年） - ダニエル・ステファノフ 役[7]
- ハイキュー!! TO THE TOP（2020年） - 金沢伊織 役

### ネットムービー
- ネット版 仮面ライダー×スーパー戦隊 スーパーヒーロー大変 〜犯人はダレだ?!〜（2012年、東映） - 大文字隼 役
- ネット版 仮面ライダーフォーゼ みんなで授業キターッ!（2012年、東映） - 大文字隼 役

### 映画
- 仮面ライダーシリーズ（東映） - 大文字隼 役
  - 仮面ライダー×仮面ライダー フォーゼ&オーズ MOVIE大戦MEGA MAX（2011年12月10日公開）
  - 仮面ライダー×スーパー戦隊 スーパーヒーロー大戦（2012年4月21日公開）
  - 仮面ライダーフォーゼ THE MOVIE みんなで宇宙キターッ!（2012年8月4日公開）
  - 仮面ライダー×仮面ライダー ウィザード&フォーゼ MOVIE大戦アルティメイタム（2012年12月8日公開）
- 心が君を、探してる。 TWILIGHT FILE X（2014年6月19日公開、MIRAI） - 市風唯人 役
- ホットロード（2014年8月16日公開、松竹）

### 舞台
- W〜ダブル（2010年8月）
- cube neXt『押忍!!ふんどし部!』 - 羽鳥兄弟 長男 役
  - 初演（2010年11月）
  - 再々演（2013年2月）
  - 続!!押忍!!ふんどし部!（2013年9月）
- 帝一の國 - 氷室ローランド 役
  - 學蘭歌劇『帝一の國』（2014年4月 - 5月、パルコ劇場）
  - 學蘭歌劇『帝一の國』－決戦のマイムマイム－（2015年7月、AiiA 2.5 Theater Tokyo）
  - 學蘭歌劇『帝一の國』－血戦のラストダンス－（2016年3月、AiiA 2.5 Theater Tokyo）
- 遙かなる時空の中で5 - アーネスト・サトウ 役
  - 遙かなる時空の中で5（2014年9月 - 10月、全労済ホール/スペース・ゼロ）
  - 遙かなる時空の中で5 (再演)（2014年12月、全労済ホール/スペース・ゼロ）
  - 遙かなる時空の中で5 風花記（2016年8月、全労済ホール/スペース・ゼロ）
- THE BAMBI SHOW～2ND STAGE～（2017年11月、CBGKシブゲキ!!）[8]
- ハイキュー!! - 東峰旭 役[9]
  - ハイキュー!!（2015年11月 - 12月、AiiA 2.5 Theater Tokyo 他）[10][11]
  - “頂の景色”（2016年4月 - 5月、AiiA 2.5 Theater Tokyo 他）[12][13]
  - “烏野、復活！”（2016年10月 - 12月、AiiA 2.5 Theater Tokyo 他）[14][15]
  - “勝者と敗者”（2017年3月 - 4月、TOKYO DOME CITY HALL 他）[16][17]
  - “進化の夏”（2017年9月 - 10月、TOKYO DOME CITY HALL 他）[18][19]
  - “はじまりの巨人”（2018年4月 - 6月、日本青年館ホール 他）[20][21]
  - “最強の場所”（2018年10月 - 12月、TOKYO DOME CITY HALL 他）[22][23]
- 滅びの国（2018年1月、本多劇場）- ジェシー 役[24]
- 熱帯男子（2018年2月 - 3月、全労済ホール / スペース・ゼロ）- 銀蔵 役[25]
- BSP『新選組』完結編（2019年2月、あうるすぽっと）- 伊東甲子太郎 役
- 春の修学旅行『妖怪! 百鬼夜高等学校』～一条通と付喪神～（2019年2月 - 3月、新宿FACE / 3月、京都劇場）- 塗り壁 役(ゲスト)
- 魔術士オーフェン はぐれ旅（2019年8月、新宿村LIVE）- チャイルドマン 役
- チェリーの木の下で-DT-MAX-（2023年10月19日 - 22日、コフレリオ新宿シアター） 揉山 役[5]
- ミュージカル『新テニスの王子様』 The Fourth Stage（2024年8月9日 - 9月23日、日本青年館ホール 他） - ダンクマール・シュナイダー 役[26]
- 舞台タメ劇 vol.1『タイムカプセル Bye Bye Days』（2025年1月9日 - 26日、紀伊國屋ホール） - やっちん（堀井康人） 役[27]
- love&rock☆show『The LIVE』No.II（2025年5月29日〈予定〉、恵比寿CreAto）[28]

### イベント
- 仮面ライダー生誕40周年×スーパー戦隊シリーズ35作品記念 40×35 感謝祭 Anniversary LIVE & SHOW（2012年）
- 仮面ライダーフォーゼ スペシャルイベント - 天ノ川学園高等学校 春の学園祭スペシャル（2012年）
- 仮面ライダーフォーゼ ファイナルステージ&番組キャストトークショー（2012年）

### CM
- バンダイ「仮面ライダーチョコビスケット」（2012年）

### カバーモデル
- アタシの執事（2011年11月23日発売、アスキー・メディアワークス魔法のiらんど文庫）